# Inducció electroestàtica
La inducció electroestàtica és una redistribució de la càrrega elèctrica d'un objecte causada per la influència de canvis propers. La inducció fou descoberta pel científic britànic John Canton el 1753 i pel professor suec Johan Carl Wilcke el 1762. Els generadors electroestàtics, tals com la màquina de Wimshurst, el generador Van de Graaff i l'electròfor fan servir aquest principi. No s'ha de confondre la inducció electroestàtica amb la inducció electromagnètica; normalment se'ls refereix a ambdues simplement com inducció.